# Imię Horusowe
Imię Horusowe to jedno z 5 imion królewskich używane przez władców w starożytnym Egipcie (obok imienia tronowego, Złotego Horusa, "Pana Obydwu Krain" i własnego). Było umieszczane w prostokątnym obramowaniu przedstawiającym fasadę pałacu i zwieńczonym wizerunkiem sokoła (boga Horusa).